# Rory White
Rory Wilbur White, (nacido el 16 de agosto de 1959 en Tuskegee, Alabama) es un exjugador y entrenador de baloncesto estadounidense. Con 2.03 de estatura, su puesto natural en la cancha era el de ala-pívot. Después de retirarse, ha ejercido de entrenador en diversas ligas menores de Estados Unidos, además de una breve experiencia en Venezuela y en Argentina.

## Trayectoria
- Tuskegee High School
- Universidad de Alabama del Sur (1977-1982)
- Phoenix Suns (1982-1983)
- Wyoming Wildcatters (1983-1984)
- Milwaukee Bucks (1984)
- Albuquerque Silvers (1984)
- San Diego Clippers (1984)
- Los Angeles Clippers (1984-1987)
- CB Collado Villalba (1987-1988)
- Libertas Pescara (1989)
- Club Baloncesto Maristas Málaga (1989)
- Santa Barbara Islanders (1989-1990)
- BC Ostende (1990-1991)
- Rapid City Thrillers (1991)
- Club Ferro Carril Oeste (1991-1992)
- Oklahoma City Cavalry (1992)
- Fargo-Moorhead Fever (1992-1994)